# SV Halley
Halley is een volleybalvereniging uit Wehl, in de Achterhoek. De vereniging is genoemd naar de komeet Halley, die ten tijde van de fusie van de verenigingen Zios uit Nieuw-Wehl en Juventus uit Wehl, langs de aarde scheerde. Het eerste damesteam van de vereniging promoveerde in 2016/2017 naar de Regiodivisie.